# SN 2009af
SN 2009af – supernowa typu II odkryta 16 lutego 2009 roku w galaktyce UGC 1551. W momencie odkrycia miała maksymalną jasność 15,00m.